# Hi-5 House
O Hi-5 House (em português: A Casa do Hi-5) foi um spin-off da série e do grupo musical Hi-5, cuja versão original foi criada por Helena Harris e Posie Graeme-Evans. A série foi filmada em Singapura e Malásia, ao contrário das versões anteriores, e, assim como nessas versões, os jovens apresentadores cantam, dançam, ensinam a fazer sons diferentes e contam histórias.
Desde 2012 (quando a produção do Hi-5 House começou), o grupo já sofreu reformulações no elenco, mostradas no filme Hi-5: Some Kind of Wonderful com a entrada de dois integrantes em 2013.
A versão dublada para o Brasil começou a ser exibida no dia 17 de novembro de 2014 pelo Discovery Kids, que já havia postado antes dois videos exclusivos no seu site, confirmando a vinda desta versão para este país. A série foi substituída em 23 de março de 2015 pelo Hi-5 Fiesta, a adaptação latino-americana da série, porém naquele ano, a série retornava a programação no Discovery Kids da Argentina após o término da temporada do Hi-5 Fiesta. A 15ª temporada começou a ser exibida na América Latina em 9 de janeiro de 2017, antes exibida em 04 de abril de 2016 no Brasil pelo Discovery Kids com 10 episódios e mais um em 24 de dezembro de 2016 com novo episódio especial de Natal.
Entre 7 de junho e 27 de setembro de 2015, a série foi exibida novamente no Brasil aos domingos, às 16:30. Posteriormente, a série foi movida para aos sábados e domingos às 9:00 da manhã, com exibição paralela à versão latina da série. E em dezembro de 2015, a série voltava a ser diária ao meio dia, e entre 14 a 31 de março de 2016, a série passava ser exibida às 14:45 da tarde. A série esteve fora dos ar no canal entre maio e novembro, porém, em 5 de novembro de 2016, a série voltava a ser exibida às 2:40 da madrugada. A 15ª temporada no Discovery Kids foi um dos teve o maior hiato, atualmente é exibido aos domingos às 8:30 da manhã no bloco Do-Re-Kids desde 4 de março de 2018 e retornou novamente em 20 de maio de 2018 com novos episódios (nesse caso, os episódios 11 a 15 e 16 a 19 da mesma temporada). 
Em 23 de março de 2016, a 16ª temporada da série chegou a Netflix do Brasil nesse período. Em setembro de 2016, é exibido no Foxtel na Austrália e em 2017, a série (a partir dessa temporada) voltou a ser exibido no Nine Network no mesmo país.

## Etimologia
A série possui este nome porque os quadros individuais se passam em partes de uma casa.[carece de fontes?]

## História

### 2012: Adiamento da 14ª temporada da versão australiana
Inicialmente esta versão do Hi-5 seria a 14ª temporada da versão australiana. Porém, depois que houve uma troca na produção (quando a empresa malaia Asiasons Company comprou por 25 milhões de dólares os direitos da marca Hi-5 em 2012, cuja versão original era produzida e exibida pela Nine Network na Austrália até aquele momento), a 14ª temporada não foi produzida e foi adiada para 2013.

### 2012-2013: Novas trocas de integrantes e planejamento do filme
Em 2012, antes do fim da versão australiana do Hi-5 na TV, Fely Irvine saiu do Hi-5 e foi substituída por Dayen Zheng.[carece de fontes?] Após o cancelamento da versão australiana, Casey Burgess e Tim Maddren, que eram integrantes até aquele momento, deixaram o Hi-5 e foram substituídos por Mary Lascaris e Ainsley Melham, respectivamente.
Durante o fato, a Hoyts, que é uma casa de espetáculos e produtora australiana, fez um filme falando sobre a escolha dos novos integrantes, chamado Hi-5: Some Kind of Wonderful (em português: Hi-5: Tudo Ficou Maravilhoso - O Filme)., porém, este filme ainda não possui previsão de cartaz em países lusófonos nem na América Latina. Este filme é o primeiro da história do Hi-5 e esteve em cartaz de fevereiro a março de 2013 na Austrália e na Nova Zelândia.[carece de fontes?]

### 2013: A renomeação da série
Em meados de 2013, a produção afirmou que o Hi-5 seria produzido em Singapura e Hi-5 ganharia novo título: Hi-5 House (em português: A Casa do Hi-5), porém, dando continuidade a versão australiana.
As novidades desta versão são o novo cenário e um novo quadro individual com a Chats (em português: Tata) (que, nas outras adaptações do Hi-5, era apenas a personagem presente do quadro Jogo de Palavras), no qual, há os novos personagens presentes: a Robô Tinka e os Bookworms, que são dois vermes falantes que ficam numa biblioteca. [carece de fontes?]
Alguns  já consideram A Casa do Hi-5, como a quinta versão do Hi-5, sendo a versão australiana a primeira, a americana a segunda, a inglesa a terceira e a vietnamita a quarta (por ordem cronológica de surgimento) [carece de fontes?], porém, o Hi-5 House (mesmo com elenco australiano) é considerada a terceira a ser produzida fora da Austrália (a primeira foi a versão inglesa, que fora totalmente produzida e filmada na Inglaterra e a segunda foi a vietnamita), porque a versão americana também foi produzida na Austrália

### 2014: A segunda temporada e nova troca de integrante
A produção de uma segunda temporada esteve em andamento e, segundo alguns boatos, a estreia aconteceria em abril deste ano, após ter anunciado uma seleção de crianças australianas, neozelandesas, singalesas, malaias, filipinas e indonésias para a gravação dos clipes das novas canções para esta temporada.
Em seu comunicado no YouTube pelo canal LoliBoli (que é uma grife de roupa infantil, lançada pela própria Lauren) em 12 de junho de 2014, Lauren Brant anuncia despedida do elenco de Hi-5. E até o final de julho de 2014, retornou ao grupo somente para a turnê Hi-5 House Hits, mas diz que não se desligará da série em que ela ficou durante cinco anos e meio. O motivo de sua saída é a sua dedicação à sua nova grife LoliBoli (cujo nome provém do apelido da Lauren), que ela lançou em 2013. Além de novos compromissos profissionais.
Tanika Anderson estreou como substituta da Lauren Brant, ela teria gravado a segunda temporada da Casa do Hi-5 desde abril de 2014.[carece de fontes?]
O perfil oficial do Hi-5 no Facebook confirmou a estreia da segunda temporada da série em 6 de outubro de 2014 pela Nick Jr. da Austrália. Atualmente esta temporada está em exibição na Austrália e estreou no Brasil a partir de 04 de abril de 2016. E em 09 de janeiro de 2017 na América Latina. [carece de fontes?]

### 2014-: Hi-5 House no Brasil, 3ª temporada, Nine Network e anuncio da nova formação
Houve indícios de previsão para a vinda ao Brasil e América Latina pelo Discovery Kids para 17 de novembro de 2014, porém, antes a data permanecia imprevista. Porém, algumas operadoras de TV por assinatura, como a Sky, fizeram menções propositais para tentar "promover" a nova versão no país. No início de outubro de 2014, a 14ª temporada começa a ser confirmada no Discovery Kids, pois o site do canal já disponibilizou a versão dublada dos quadros de formas com Stevie e o Casulo Musical com Ainsley (com a participação de todos os integrantes desta temporada), juntamente com o trecho da nova abertura tendo a música-tema renovada por conta da dublagem do elenco. Foi exibida a chamada na semana de estreia do mesmo canal, o detalhe da primeira chamada teve uma aparição rápida de Tanika Anderson, junto com a turma, anunciando a vinda da nova temporada.
Até 20 de março de 2015, era exibido pela última vez antes de ser substituído por "Hi-5 Fiesta", ficando apenas com a sobra das reprises da geração anterior a meia-noite e às cinco e meia da manhã. Entre junho e setembro de 2015, o Discovery Kids Brasil exibia aos domingos. No dia 9 de agosto de 2015, voltou a exibir um dos dez novos episódios ainda não anunciados, o 22º episódio da 14ª temporada, sob o tema musical "Dança dos Dinossauros". No dia 6 de setembro de 2015, no horário regular, começa a exibir o 16º episódio, cujo tema musical é o remake de "Todos os Bichos", que prosseguiria até completar a exibição em 27 de setembro de 2015. Na semana seguinte, a série foi movida para os sábados e domingos, às 9 da manhã e o último episódio inédito da 14ª temporada foi exibido em 5 de dezembro de 2015. No mesmo mês, a série volta a exibição diária substituindo a 1ª temporada do Festa Hi-5 (a versão latina) na sessão do meio dia.
Enquanto se iniciava a exibição da segunda temporada da série na Austrália, começavam as filmagens da 3ª temporada da série fora dos estúdios, segundo fotos do Facebook oficial da série. Entre 16 de março e 15 de maio de 2015, viajaram para a Malásia para realizar as filmagens da terceira temporada do programa, cuja exibição na TV foi posteriormente adiada para 11 de janeiro de 2016 para Disney Junior da Ásia.
A série ganhou o prêmio de Melhor programa infantil na Ásia em 14 de dezembro de 2015.
Em 23 de agosto de 2015, o veterano Stevie Nicholson anunciou em seu Facebook que vai deixar o grupo em 21 de dezembro de 2015, seu último show foi nas Filipinas, cujo motivado pela criação do livro Superdudes e do aplicativo Giggle Buttons. E em 24 de fevereiro de 2016, Ainsley Melham também se despediu do grupo, para se dedicar ao novo musical. O chileno Gabe Brown foi o substituto e durante esse período, participava das gravações externas para a 4ª temporada do Casa Hi-5. Em maio do mesmo ano, ele desiste do grupo.
Em 2016, o grupo era formado por Lachie Dearing, Chris White, Mary Lascaris, Tanika Anderson e Dayen Zheng. Porém, como a produção malaia estava em declínio com a franquia (com questões contratuais), sendo recomprado pela Nine ao promover renovação ao grupo, a decisão só foi revelada em 4 de dezembro de 2016, Mary, Tanika e Dayen deixam o grupo. O último show delas antes desse anúncio foi em Marina Bay Sands, em Singapura. Em 06 de dezembro de 2016, Chris White também anunciou que vai deixar o grupo no final do ano.
Dia 23 de março de 2016, a 3ª temporada da Casa do Hi-5 chega ao Netflix, sendo a primeira temporada original fixa a ser transmitida em via-streaming, como também começou a ser adiantada no Brasil muito antes de ser lançado na TV fechada, provavelmente no Discovery Kids que em 04 de abril de 2016 estreou a 15ª temporada que transmitia às 13:15 da tarde, com apenas 10 dos 25 episódios exibidos, até o momento, se encontra combalida da programação que viria afetar a outra versão após o fim da 2ª temporada da Festa Hi-5 em agosto e setembro do mesmo ano. Em 4 de março de 2018, Discovery Kids retorna a exibir temporariamente a 15ª temporada do Hi-5 com os episódios 11 a 15 no horário das 8:15 da manhã, e em 20 de maio do mesmo, retorna novamente para o horário das 8:30 da manhã com os episódios 16 a 20, exceto 17 que teria sido exibido em dezembro de 2017.
Em setembro de 2016, é exibido no Foxtel na Austrália. Já para 2017, após cinco anos, a série (a partir dessa recente temporada) voltará a ser exibido no Nine Network (que readquire os direitos da série que o estreou desde a 1ª temporada original em 1999) no mesmo país.

## Cenário
O cenário desta série consiste em partes de uma casa nos quadros individuais e de duas peças grandes e verdes (similares ao cenário do quadro Sharing Stories (Histórias Compartilhadas) nas duas últimas temporadas da versão australiana), com uma janela e uma porta nos quadros musicais.[carece de fontes?]

## Exibição

### Exibição original
A estreia da primeira temporada desta versão do Hi-5 ocorreu no dia 04 de novembro de 2013 na Austrália pelo canal Nick Jr. e em Singapura pelos canais Disney Junior e Okto Channel. O Hi-5 House também foi exibido pelo canal Eleven na Austrália desde fevereiro de 2014.[carece de fontes?]
A segunda temporada da série estreou na Austrália no dia 06 de outubro de 2014.
A terceira temporada estreou na Ásia no dia 11 de janeiro de 2016, estreou pela primeira vez na Netflix em 23 de março de 2016 e a data programada na Austrália pela Nine Channel em 2017.

### Exibição lusófona
O Brasil é o único país lusófono que exibe a série, cujo spin-off começou a ser exibido no dia 17 de novembro de 2014 pelo canal Discovery Kids, após a confirmação devido a chamadas no canal e mais três vídeos publicados no site oficial do canal. Porém, houve muitas críticas e cortes na exibição brasileira.[carece de fontes?]
Os dois primeiros temas da 14ª temporada se alternavam com o intitulado Hi-5 2009 durante três meses.
O terceiro tema da 14ª temporada estreou no Brasil em 16 de fevereiro de 2015, na segunda-feira de Carnaval, com chamadas uma semana antes da estreia do tema e teve uma reprise única até ser substituído pela versão latina chamada Hi-5 Fiesta.
A série ficou três meses fora do ar, até que, em 5 de junho de 2015, retorna a programação aos domingos às 16h30 da tarde e, em outubro, foi movida para os sábados e domingos, às 9 da manhã. A partir do mesmo mês, foi exibido o último tema da 14ª temporada, o último episódio foi exibido no dia 05 de dezembro de 2015. No mesmo mês, retorna a exibição diária substituindo a "Festa Hi-5" no meio-dia e a série mudava de horário para às 14:45 da tarde, e em 4 de abril de 2016 estreava a 2ª temporada às 13:15, até o momento foram exibidas 10 episódios e reprises dos mesmos, mais um no dia 24 de dezembro de 2016. A série se encontrava fora da programação desde o início de maio de 2016, até seu retorno temporário em março e maio de 2018.

### Exibição internacional
| País                   | Canal                                                                        | Pré-estreia da Série | Estreia da Série       |
| ---------------------- | ---------------------------------------------------------------------------- | -------------------- | ---------------------- |
| Austrália              | Nick Jr. Eleven Nine                                                         |                      | 04 de novembro de 2013 |
| Singapura              | Okto Disney Junior                                                           | Novembro de 2013     | 09 de dezembro de 2013 |
| Reino Unido            | Channel 5 5* Cartoonito Sky Living Tiny Pop                                  |                      | A Anunciar             |
| Hong Kong · Indonésia  | TVB (Hong Kong) TVB Jade (Cantonês) TVB Pearl (Inglês) B Channel (Indonésia) |                      | A Anunciar             |
| Malásia                | NTV7 Disney Channel                                                          |                      | A Anunciar             |
| Filipinas              | Disney Junior                                                                |                      | A Anunciar             |
| Coreia do Sul          | Seoul Broadcasting System                                                    |                      | A Anunciar             |
| Japão                  | Tokyo Broadcasting System                                                    |                      | A Anunciar             |
| Taiwan                 | China Television                                                             |                      | A Anunciar             |
| América Latina         | Discovery Kids Telefe                                                        |                      | 17 de novembro de 2014 |
| Brasil                 | Discovery Kids                                                               |                      | 17 de novembro de 2014 |
| Emirados Árabes Unidos | e-junior                                                                     |                      | 1 de setembro de 2014  |
| Irlanda                | The Den RTEjr RTE Two                                                        |                      | A Anunciar             |
| Índia                  | Pogo TV                                                                      |                      | A Anunciar             |
| México                 | Once TV Mexico                                                               |                      | A Anunciar             |
| Chile                  | TVN (Chile)                                                                  |                      | A Anunciar             |
| Venezuela              | TVes                                                                         |                      | A Anunciar             |
| Colômbia               | Señal Colombia                                                               |                      | A Anunciar             |
| Inglaterra             | Cartoonito                                                                   |                      | A Anunciar             |
| Turquia                | TV3 Nick Jr.                                                                 |                      | A Anunciar             |

## Produção
Esta versão do Hi-5 foi produzida pela empresa malaia Asiasons Capital Group, atual Tremendous Entertainment Group quando detenha os direitos da marca Hi-5, em 2012.[carece de fontes?]

## Elenco

### Humano

#### Stevie Nicholson
Stevie, que fez o quadro das formas espaciais desde a 11ª temporada em 2009, em 2013 passou a se mudar para numa sala de estar com TV, é o mais velho do grupo e já esteve na versão australiana do Hi-5 desde 2008. O próprio Stevie e a Lauren Brant foram os dois únicos integrantes em toda a história do Hi-5 a estar em mais de uma adaptação do Hi-5, e deixou a banda no dia 21 de dezembro de 2015 quando realizou o show em filipinas. Mas em 12 de outubro de 2018, Stevie volta a integrar o Hi-5 que será agendada para Dezembro em Singapura, com a nova fase da turnê Hi-5 Supers. [carece de fontes?]

#### Dayen Zheng
Dayen foi a responsável pelos quebra-cabeças e desenhos no Hi-5, desta vez, numa cozinha. É vista decorando esculturas, ou criando alguma coisa e é uma boa cozinheira, as vezes com a misteriosa ajuda de Jup Jup, que é o personagem presente do Quebra-cabeças e Desenhos. Dayen substituiu a Fely Irvine a partir de fevereiro de 2012, tanto nas turnês, quanto na série, mesmo que, naquele ano, a temporada tenha sido posteriormente cancelada. Dayen saiu do grupo em dezembro de 2016 nas turnês.

#### Ainsley Melham
Ainsley foi o responsável pela parte musical do Hi-5, desta vez numa sala onde há um casulo musical que dá ideias mágicas a ele, e uma cabine onde fica os objetos musicais. Ainsley foi escolhido numa seleção no qual, foi mostrado no filme Hi-5: Some Kind of Wonderful, assim como a Mary. Ele iniciou no grupo, quando substituiu Tim Maddren, tanto na série quanto nas turnês entre 23 de Janeiro de 2013 e 24 de fevereiro de 2016.

#### Mary Lascaris
Mary foi a responsável pelos movimentos corporais que se passa num pátio da casa, e é vista imitando os movimentos de animais ou seres da natureza ou praticando exercícios físicos divertidos.  Mary saiu do grupo em dezembro de 2016 nas turnês.

#### Lauren Brant

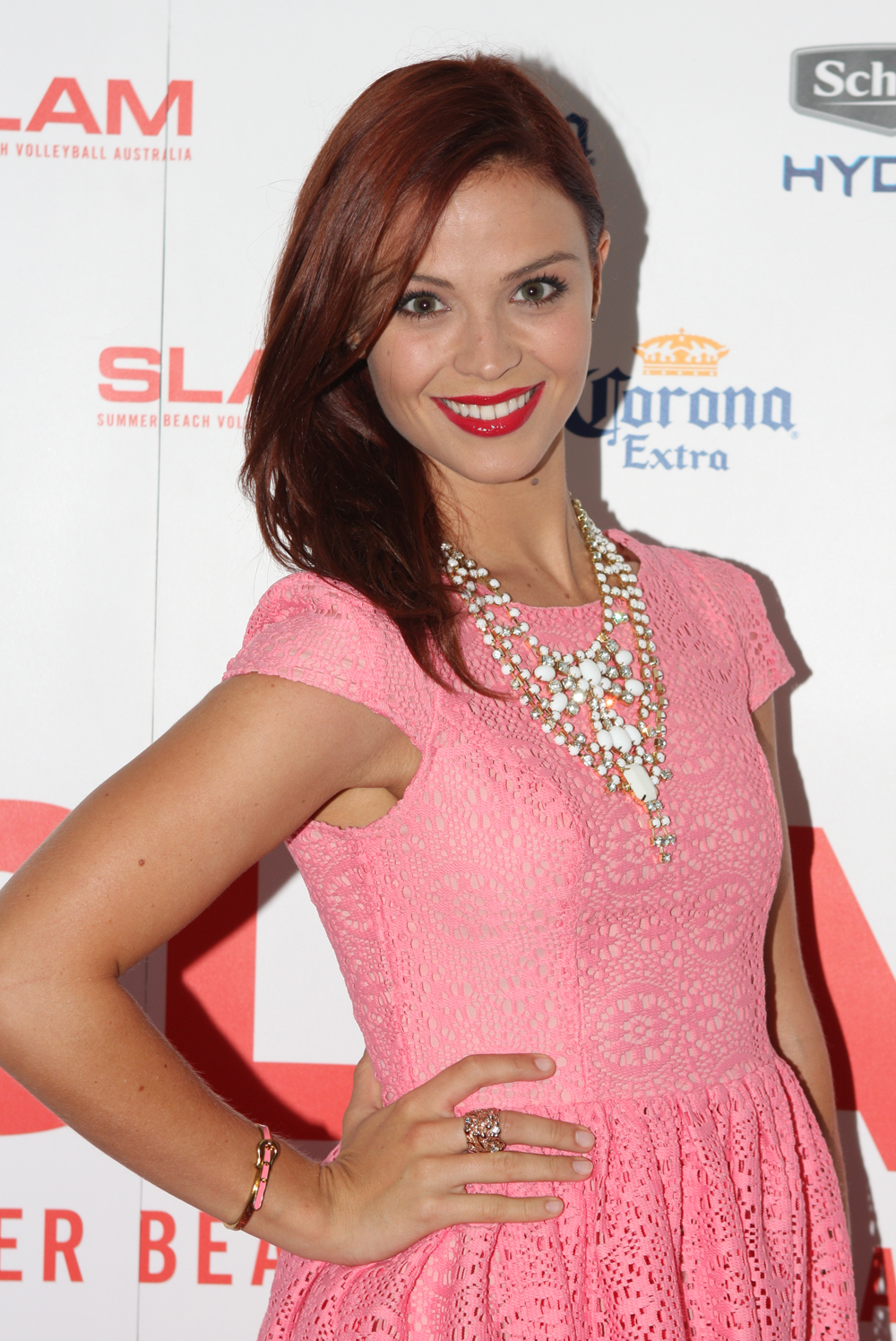
Lauren Brant, que esteve na versão australiana do Hi-5 desde 2009, esteve na companhia de Tata em 2013, na primeira temporada da série. Ela saiu do grupo em 2014.

Lauren foi a responsável pelo quadro das palavras, que está no quarto com janelas. Junto com a fantoche Tata, debate assuntos variados conforme o tema do episódio.
Lauren deixou o Hi-5 em junho de 2014 para se dedicar à sua grife de roupas, dando lugar à Tanika Anderson.[carece de fontes?]

#### Tanika Anderson
Tanika foi a sucessora da Lauren Brant desde a segunda temporada do Hi-5 House, em 2014. É namorada do Stevie na vida real, Tanika também saiu do grupo em dezembro de 2016 nas turnês. Dois anos depois, Tanika volta a integrar o Hi-5 que será agendada para Dezembro em Singapura, com a nova fase da turnê Hi-5 Supers. [carece de fontes?]

### Elenco de Dublagem
- Stevie Nicholson: Thiago Zambrano (voz) Nil Bernardes (canções)
- Dayen Zheng: Michelle Guidice
- Ainsley Melham: Gloria Groove
- Mary Lascaris: Maíra Paris
- Lauren Brant: Clarice Espíndola
- Tanika Anderson: Luiza Porto (dublagem do Discovery Kids) Tatiane Keplmair (dublagem da Netflix)
- Tata: Melissa Garcia
- Jup Jup: ainda não divulgado
- Robô Tinka: ainda não divulgado
- Horácio: ainda não divulgado
- Aristóteles: ainda não divulgado

### Fantoches e personagens presentes
- Chats (em português: Tata (ou Tagarela))
- Jup Jup
- Aristotle e Horace (em português: Aristóteles e Horácio) - os Bookworms (em português: Bichinhos do Livro)[4]
- Robô Tinka

### Trocas de integrantes
Fely Irvine decidiu deixar o elenco no início de 2012 para tentar nova carreira e já participou da versão australiana do reality show The Voice em 2014, e também participou do American Idol em 2018. Ainda antes da venda da série para a Asiasons, a produção promoveu a seleção para substituí-la, que, em fevereiro de 2012, escolheu Dayen Zheng para compor o grupo.
Dez meses depois, em dezembro de 2012, Casey Burgess e Tim Maddren anunciaram que deixariam o grupo em janeiro de 2013, atualmente, Tim atua em peças de teatro como A Família Adams e Casey se dedica à música, e se lançou como cantora no programa The Morning Show na Austrália. A produção promoveu nova seleção que confirma, respectivamente, Mary Lascaris e Ainsley Melham. A escolha deles foi mostrada no filme Hi-5: Some Kind of Wonderful, no começo de 2013.
Um ano e meio depois, durante a produção da segunda temporada do Hi-5 House, Tanika Anderson assume o posto ocupado por Lauren Brant após nova seleção, pois em segredo, a própria Lauren Brant viria a decidir deixar o elenco até seu comunicado em junho de 2014, para cuidar da sua nova grife de roupas para crianças mantendo a marca do Hi-5, tornando-se também uma modelo. Atualmente ela tem um filho chamado Miller, fruto dela e do esportista Barry Hall. [carece de fontes?]
Desde maio de 2015, os integrantes Hugh Barrington e Jess fazem parte do elenco, mas está somente nos turnês. Há boatos de que Stevie e Dayen estariam deixando o grupo, sendo que, posteriormente, um dos boatos foi confirmado, Stevie deixou o grupo no final de 2015 para cuidar do novo trabalho educativo para crianças (Super Dudes). Segundo o canal Hi-5 Latinoamerica Fans no Facebook, Hugh que faz parte do elenco do show, não estará em nenhuma temporada na TV, e o integrante definitivo é Lachie Dearing. Já Ainsley Melham, um dos integrantes que abriu a nova fase do Hi-5, deixa a banda um mês depois da saída do Stevie para as preparações da nova peça musical "Xanadu", no lugar estava Gabe Brown, mas até maio do mesmo ano, enquanto Gabe se desliga do Hi-5, entrou Chris White.
Em 2017, com a recompra da Nine Network, o elenco do Hi-5 foi renovado, fazendo com que Mary Lascaris, Dayen Zheng, Tanika Anderson e Chris White deixassem a banda em dezembro de 2016. Já Lachie Dearing, que participou das audições ao lado dos ex-Hi5s Tim Harding e Charli Robinson, foi realocado para o novo elenco.
Em 2018, enquanto a produção de mais uma temporada viria ser cancelada pelo fechamento da empresa australiana, e todos os componentes da última geração se desligaram do Hi-5, Stevie Nicholson volta ao time do Hi-5 tendo sua reestreia nos shows em Dezembro no Cingapura, assim como os outros integrantes ainda não revelados.

## Turnês
Pelo fato de o Hi-5 exercer as funções de grupo musical e série simultaneamente, o grupo faz turnês. A primeira turnê desta adaptação foi Hi-5 House Party, que começou em 1º de novembro de 2013 e que foi encerrada em meados de 2014 dando lugar à turnê Hi-5 House Hits. Em junho de 2015, estreava a turnê chamada Hi-5 House of Dreams (em português: Casa do Hi-5 dos Sonhos). Atualmente, estão com show Hi-5 Summer Songfest no início de 2016 que preserva os elementos da sua última temporada. Em agosto de 2016, começou mais uma turnê, desta vez numa releitura da 11ª temporada, com o show "Hi-5 Fairytale" (O Conto de Fadas do Hi-5). Estes seriam os últimos turnês desta formação antes de promover o elenco seguinte em 2017 até a metade de 2018 quando alguns integrantes veteranos (Stevie e Tanika já estão confirmados) voltariam para a nova fase de Hi-5 Supers em Dezembro de 2018.

## Quadros

### Individuais
No Hi-5, os quadros individuais (que agora se passam numa casa [carece de fontes?]), também chamados quadros solo, são os quadros que são protagonizados e responsabilizados por apenas um integrante, embora possam haver convidados (o que dependerá do coreógrafo e da produção) ou haver companhia de fantoches (que, teoricamente, são chamados de personagens presentes). Nesta versão do Hi-5, são sete os quadros individuais (os seis das outras adaptações, mais o novo quadro que fora anunciado). Os títulos dos quadros em português não são oficiais, são apenas traduções ou são provisórios.[carece de fontes?]
| Nome do quadro                                              | Protagonista     | Personagem presente                                     | Canto da Casa                      | Referências |
| ----------------------------------------------------------- | ---------------- | ------------------------------------------------------- | ---------------------------------- | ----------- |
| Formas Espaciais (em inglês: Shapes in Space)               | Stevie Nicholson | Nenhum                                                  | Sala[carece de fontes?]            |             |
| Mexa-se (em inglês: Body Moves)                             | Mary Lascaris    | Nenhum                                                  | Quintal [carece de fontes?]        |             |
| Brincadeiras (em inglês: Body Moves)                        | Mary Lascaris    | Nenhum                                                  | Quintal [carece de fontes?]        |             |
| Quebra-cabeças e Desenhos (em inglês: Puzzles and Patterns) | Dayen Zheng      | Jup Jup                                                 | Cozinha [carece de fontes?]        |             |
| Fazendo Música (em inglês: Making Music)                    | Ainsley Melham   | Nenhum                                                  | Sala de Música [carece de fontes?] |             |
| Jogo de Palavras (em inglês: Word Play)                     | Lauren Brant     | Tata (Tagarela)                                         | Quarto[carece de fontes?]          |             |
| Jogo de Palavras (em inglês: Word Play)                     | Tanika Anderson  | Tata (Tagarela)                                         | Quarto[carece de fontes?]          |             |
| A Casa-caixa da Tagarela (em inglês: The Chatterbox)        | Tata (Tagarela)  | Robô Tinka Bookworms (em português: Bichinhos do Livro) | Biblioteca[carece de fontes?]      |             |

### Coletivos
No Hi-5, os quadros coletivos são os quadros que são protagonizados e responsabilizados por duas ou mais pessoas.
Assim como todas as versões, esta versão só possuirá dois quadros coletivos: o quadro musical (no qual são exibidos as músicas dos temas) e Histórias Compartilhadas (no qual uma história é interpretada pelo Hi-5)

## Músicas, temas e episódios
Assim como as outras adaptações do Hi-5, uma tema é um conjunto de 5 episódios, sendo que, para cada episódio, as músicas na primeira e última parte com os quadros musicais são iguais, além disso, temas diferentes exibem músicas diferentes. Contudo, esta versão do Hi-5 é a primeira a não usar nenhum título para cada tema, em vez disso, o Hi-5 House explica o que o grupo "olha" em cada episódio.

### 1ª Temporada (2013)
Na cronologia da versão australiana (em que o Hi-5 House seria considerado sua terceira fase), esta temporada seria a 14ª temporada da versão australiana.[carece de fontes?]
Foram produzidos cinco temas nesta primeira temporada, que possui 25 episódios (o mesmo número de episódios da 2ª temporada da adaptação americana do Hi-5, fora os dois temas que teriam sido perdidos) por temporada. Há duas músicas da primeira fase da versão australiana do Hi-5, ambas adaptadas para a versão americana: "Se Você Olhar pra Mim" (Move Your Body) e "Todos os Bichos" (So Many Animals), já exibida no Brasil entre 2007 e 2009. As outras três músicas desta adaptação são inéditas (isto é, músicas que ainda não foram gravadas no Hi-5).[carece de fontes?]
Houve muitas regravações de músicas e temas (mesmo com modificações de figurinos e coreografias) da temporada anterior.
| Título Original          | Título em português      | Notas e referências |
| ------------------------ | ------------------------ | ------------------- |
| Come on in               | Vem Para Casa do Hi-5    | [carece de fontes?] |
| Move Your Body           | Se Você Olhar pra Mim    | [carece de fontes?] |
| Reach Out                | Tudo que Sonhou          | [carece de fontes?] |
| So Many Animals          | Todos os Bichos          | [carece de fontes?] |
| Dance with the Dinosaurs | Dança com os Dinossauros | [carece de fontes?] |

- Guia de Episódios

| Número | Título Original        | Em Português                     | Data de exibição no Australia | Data de exibição no Brasil                      |
| ------ | ---------------------- | -------------------------------- | ----------------------------- | ----------------------------------------------- |
| 1      | Explore My Space       | Exploro meu espaço               | 4 de novembero de 2013        | 17 de novembro de 2014 (Discovery Kids Brasil)  |
| 2      | Things I Love at Home  | Coisas que eu gosto na casa      | 5 de novembero de 2013        | 18 de novembro de 2014 (Discovery Kids Brasil)  |
| 3      | Where I Come From      | De onde venho                    | 6 de novembero de 2013        | 19 de novembro de 2014 (Discovery Kids Brasil)  |
| 4      | Inside / Outside       | Dentro e Fora                    | 7 de novembero de 2013        | 20 de novembro de 2014 (Discovery Kids Brasil)  |
| 5      | Pets at Home           | Bichos no lar                    | 8 de novembero de 2013        | 21 de novembro de 2014 (Discovery Kids Brasil)  |
| 6      | Move Your Body         | Movimento                        | 11 de novembero de 2013       | 8 de dezembro de 2014 (Discovery Kids Brasil)   |
| 7      | Sports and Games       | Esportes e brincadeiras          | 12 de novembero de 2013       | 9 de dezembro de 2014 (Discovery Kids Brasil)   |
| 8      | Food                   | Alimentos                        | 13 de novembero de 2013       | 10 de dezembro de 2014 (Discovery Kids Brasil)  |
| 9      | Feeling Good           | Alegria                          | 14 de novembero de 2013       | 11 de dezembro de 2014 (Discovery Kids Brasil)  |
| 10     | Learn Something New!   | Aprenda algo novo                | 15 de novembero de 2013       | 12 de dezembro de 2014 (Discovery Kids Brasil)  |
| 11     | Magic and Fantasy      | Magia e fantasia                 | 18 de novembero de 2013       | 16 de fevereiro de 2015 (Discovery Kids Brasil) |
| 12     | Dream Catcher          | Buscando sonhos                  | 19 de novembero de 2013       | 17 de fevereiro de 2015 (Discovery Kids Brasil) |
| 13     | If I Could Be Anything | Se eu pudesse ser qualquer coisa | 20 de novembero de 2013       | 18 de fevereiro de 2015 (Discovery Kids Brasil) |
| 14     | Dream Holiday          | Férias dos sonhos                | 21 de novembero de 2013       | 19 de fevereiro de 2015 (Discovery Kids Brasil) |
| 15     | Sweet Dreams           | Doces sonhos                     | 22 de novembero de 2013       | 20 de fevereiro de 2015 (Discovery Kids Brasil) |
| 16     | Australian Animals     | Bichos australianos              | 25 de novembero de 2013       | 18 de outubro de 2015 (Discovery Kids Brasil)   |
| 17     | Caring for Animals     | Cuidando dos bichos              | 26 de novembero de 2013       | 17 de outubro de 2015 (Discovery Kids Brasil)   |
| 18     | Animal Kingdoms        | Reino Animal                     | 27 de novembero de 2013       | 12 de setembro de 2015 (Discovery Kids Brasil)  |
| 19     | Underwater             | Fundo do Mar                     | 28 de novembero de 2013       | 13 de setembro de 2015 (Discovery Kids Brasil)  |
| 20     | Wild Animals           | Bichos Ferozes                   | 29 de novembero de 2013       | 15 de setembro de 2015 (Discovery Kids Brasil)  |
| 21     | Brave and Strong       | Bravura e Força                  | 2 de dezembro de 2013         | 21 de novembro de 2015 (Discovery Kids Brasil)  |
| 22     | Super Heroes           | Super heróis                     | 3 de dezembro de 2013         | 21 de agosto de 2015 (Discovery Kids Brasil)    |
| 23     | Explorers              | Exploradores                     | 4 de dezembro de 2013         | 26 de novembro de 2015 (Discovery Kids Brasil)  |
| 24     | Journeys               | Jornadas                         | 5 de dezembro de 2013         | 27 de novembro de 2015 (Discovery Kids Brasil)  |
| 25     | Make Believe           | Faça Acreditar                   | 6 de dezembro de 2013         | 5 de dezembro de 2015 (Discovery Kids Brasil)   |

### 2ª temporada (2014)
Na cronologia da versão australiana (em que o Hi-5 House seria sua terceira fase), esta temporada seria a 15ª temporada da versão australiana.
Esta temporada foi marcada por mais uma troca de integrantes (Lauren Brant deu lugar a Tanika Anderson), pela reutilização de figurinos do Hi-5 2009, devido às comemorações dos 15 anos da série (embora sejam usados para outras canções) e pela permanência de formato da temporada anterior (5 temas e 25 episódios). Há três músicas da primeira fase da versão australiana do Hi-5, uma delas é "Hora de Brincar" (Playtime), parte da 10ª temporada, no qual o Stevie Nicholson estreou na série.
O álbum "Hi-5 Hot Hits", lançado em outubro de 2014, teve como faixas todas as dez músicas contidas nas temporadas 1 e 2. Essa temporada foi premiada em dezembro de 2015 na Ásia como o Melhor Programa Pré-escolar e estreou entre 4 a 15 de abril de 2016 com apenas 10 episódios no Discovery Kids. Ficou fora do ar por maior parte do tempo devido a exibição do Festa Hi-5, a versão latina do programa até o fechamento da exibição diária no mesmo ano, e com a vinculação da 16ª temporada na Netflix. Em 4 de março de 2018, a mesma temporada voltou a ser exibida aos domingos até o último episódio no dia 30 de setembro de 2018 após depois de um hiato de 2 anos.
| Título Original | Título em português  | Notas e referências |
| --------------- | -------------------- | ------------------- |
| It's Our Planet | O Planeta Que Amamos | [carece de fontes?] |
| Starburst       | Pelo Universo        | [carece de fontes?] |
| Give Five       | Hi-5 Pra Vocês       | [carece de fontes?] |
| It's a Party    | É uma Festa          | [carece de fontes?] |
| Playtime        | É Hora de Brincar    | [carece de fontes?] |

- Guia de Episódios

| Número | Título Original               | Em Português                   | Data de exibição no Australia | Data de exibição no Brasil                     |
| ------ | ----------------------------- | ------------------------------ | ----------------------------- | ---------------------------------------------- |
| 1      | Amazon Jungle                 | Floresta amazônica             | 6 de outubro de 2014          | 4 de março de 2018 (Discovery Kids Brasil)     |
| 2      | My Backyard                   | Meu quintal                    | 7 de outubro de 2014          | 11 de março de 2018 (Discovery Kids Brasil)    |
| 3      | Coral Reef                    | Recifes de coral               | 8 de outubro de 2014          | 18 de março de 2018 (Discovery Kids Brasil)    |
| 4      | The Poles                     | Os polos                       | 9 de outubro de 2014          | 25 de março de 2018 (Discovery Kids Brasil)    |
| 5      | Super Eco Champions           | Campeões Super Ecológicos      | 10 de outubro de 2014         | 1 de abril de 2018 (Discovery Kids Brasil)     |
| 6      | Inventions                    | Invenções                      | 13 de outubro de 2014         | 4 de abril de 2016 (Discovery Kids Brasil)     |
| 7      | World Wide Web                | Internet                       | 14 de outubro de 2014         | 5 de abril de 2016 (Discovery Kids Brasil)     |
| 8      | Gadgets and Gizmos            | Aparelhos                      | 15 de outubro de 2014         | 6 de abril de 2016 (Discovery Kids Brasil)     |
| 9      | Amazing Machines              | Máquinas Incríveis             | 16 de outubro de 2014         | 7 de abril de 2016 (Discovery Kids Brasil)     |
| 10     | Transportation                | Transportes                    | 17 de outubro de 2014         | 8 de abril de 2016 (Discovery Kids Brasil)     |
| 11     | Fun with Friends              | Divertir com amigos            | 20 de outubro de 2014         | 11 de abril de 2016 (Discovery Kids Brasil)    |
| 12     | Making Friends                | Fazendo amigos                 | 21 de outubro de 2014         | 12 de abril de 2016 (Discovery Kids Brasil)    |
| 13     | All Kinds of Families         | Todas as famílias              | 22 de outubro de 2014         | 13 de abril de 2016 (Discovery Kids Brasil)    |
| 14     | My Family Traditions          | Tradição de família            | 23 de outubro de 2014         | 14 de abril de 2016 (Discovery Kids Brasil)    |
| 15     | Play Dates                    | Dia de brincar                 | 24 de outubro de 2014         | 15 de abril de 2016 (Discovery Kids Brasil)    |
| 16     | Parties                       | Festas                         | 27 de outubro de 2014         | 20 de maio de 2018 (Discovery Kids Brasil)     |
| 17     | Christmas                     | Natal                          | 28 de outubro de 2014         | 24 de dezembro de 2016 (Discovery Kids Brasil) |
| 18     | Milestones                    | Marco Quilométrico             | 29 de outubro de 2014         | 27 de maio de 2018 (Discovery Kids Brasil)     |
| 19     | Celebrations Around the World | Comemorações ao redor do mundo | 30 de outubro de 2014         | 3 de junho de 2018 (Discovery Kids Brasil)     |
| 20     | You and Me                    | Você e eu                      | 31 de outubro de 2014         | 10 de junho de 2018 (Discovery Kids Brasil)    |
| 21     | Playing Games                 | Jogando jogos                  | 3 de novembro de 2014         | 2 de setembro de 2018 (Discovery Kids Brasil)  |
| 22     | Dress Ups                     | Vestindo                       | 4 de novembro de 2014         | 9 de setembro de 2018 (Discovery Kids Brasil)  |
| 23     | Silly is Good                 | Palerma é bom                  | 5 de novembro de 2014         | 16 de setembro de 2018 (Discovery Kids Brasil) |
| 24     | Puzzles                       | Quebra-cabeças                 | 6 de novembro de 2014         | 23 de setembro de 2018 (Discovery Kids Brasil) |
| 25     | Imaginary Friends and Places  | Imaginação                     | 7 de novembro de 2014         | 30 de setembro de 2018 (Discovery Kids Brasil) |

### 3ª Temporada (2016)
Na cronologia da versão australiana (em que o Hi-5 House seria considerado sua terceira fase), esta temporada seria a 16ª temporada da versão australiana. Este marcou o último ano da fase Hi-5 House, cuja geração composta por Stevie Nicholson, Ainsley Melham, Dayen Zheng, Mary Lascaris e Tanika Anderson.
Em 2014, foram divulgadas no Facebook oficial da série imagens dos bastidores das filmagens em que o elenco brinca com as crianças fora do estúdio, segundo o mesmo que divulgou essas imagens. Em 16 de março de 2015, o elenco esteve mais uma vez na Malásia para iniciar as filmagens que terminaram no dia 15 de maio de 2015. Esta temporada permaneceu imprevista na Austrália em 2015 e começou em 11 de janeiro de 2016 no Disney Junior da Ásia, mas ainda está sem previsão de exibir na Austrália, mas é a primeira temporada australiana a ser exibida simultaneamente no Netflix do Brasil e alguns países desde 23 de março de 2016, esta temporada é confirmada no Discovery Kids para o dia 7 de outubro de 2018.
Há três músicas da primeira fase da versão australiana do Hi-5, duas delas são adaptadas para a versão americana: "Heróis em Ação" (Action Hero) e "Equipe" (T.E.A.M), já exibida no Brasil entre 2008 e 2009, além da música "A Vida é Legal Assim" (The Best Things in Life Are Free), parte da 10ª temporada, no qual o próprio Stevie Nicholson participou.
| Título Original                  | Título em Português  | Notas e referências |
| -------------------------------- | -------------------- | ------------------- |
| Animal Dance                     | Dança Animal         | [carece de fontes?] |
| Action Hero                      | Grande Herói         | [carece de fontes?] |
| The Best Things in Life Are Free | A Vida é Legal Assim | [carece de fontes?] |
| Sounds of the City               | Sons da Cidade       | [carece de fontes?] |
| T.E.A.M.                         | T.I.M.E.             | [carece de fontes?] |

- Guia de Episódios

| Número | Título Original               | Em Português                        | Data de exibição na Austrália | Data de exibição no Brasil                      |
| ------ | ----------------------------- | ----------------------------------- | ----------------------------- | ----------------------------------------------- |
| 1      | Animals Homes                 | Lares animais                       | 26 de setembro de 2016        | 7 de outubro de 2018 (Discovery Kids Brasil)    |
| 2      | Flower Garden                 | Jardim floral                       | 27 de setembro de 2016        | 14 de outubro de 2018 (Discovery Kids Brasil)   |
| 3      | Weather                       | Clima                               | 28 de setembro de 2016        | 21 de outubro de 2018 (Discovery Kids Brasil)   |
| 4      | Wonders of the World          | Maravilhas do Mundo                 | 29 de setembro de 2016        | 28 de outubro de 2018 (Discovery Kids Brasil)   |
| 5      | Stars and Space               | Estrelas e espaço                   | 30 de setembro de 2016        | 4 de novembro de 2018 (Discovery Kids Brasil)   |
| 6      | Superheroes - Special Powers  | Super Heróis - Poderes Especiais    | 3 de outubro de 2016          | 11 de novembro de 2018 (Discovery Kids Brasil)  |
| 7      | Local Heroes - Community      | Heróis de Local - Comunidade        | 4 de outubro de 2016          | 18 de november de 2018 (Discovery Kids Brasil)  |
| 8      | Super Food                    | Super comida                        | 5 de outubro de 2016          | 25 de novembro de 2018 (Discovery Kids Brasil)  |
| 9      | Super Animals                 | Super animais                       | 6 de outubro de 2016          | 2 de dezembro de 2018 (Discovery Kids Brasil)   |
| 10     | My Heroes                     | Meus heróis                         | 7 de outubro de 2016          | 9 de dezembro de 2018 (Discovery Kids Brasil)   |
| 11     | Daring                        | Ousados                             | 10 de outubro de 2016         | 16 de dezembro de 2018 (Discovery Kids Brasil)  |
| 12     | Trying New Things             | Tentando coisas novas               | 11 de outubro de 2016         | 23 de dezembro de 2018 (Discovery Kids Brasil)  |
| 13     | Making Your Own Fun           | Fazendo sua própria diversão        | 12 de outubro de 2016         | 30 de dezembro de 2018 (Discovery Kids Brasil)  |
| 14     | Things to Do                  | Coisas Para Fazer                   | 13 de outubro de 2016         | 6 de janeiro de 2019 (Discovery Kids Brasil)    |
| 15     | Hi-5 Fun Park                 | Parque divertida do Hi-5            | 14 de outubro de 2016         | 13 de janeiro de 2019 (Discovery Kids Brasil)   |
| 16     | Transport                     | Transportes                         | 17 de outubro de 2016         | 20 de janeiro de 2019 (Discovery Kids Brasil)   |
| 17     | Jobs                          | Empregos                            | 18 de outubro de 2016         | 27 de janeiro de 2019 (Discovery Kids Brasil)   |
| 18     | Fun in the City               | Diversão na cidade                  | 19 de outubro de 2016         | 3 de fevereiro de 2019 (Discovery Kids Brasil)  |
| 19     | Cities from the Past          | Cidades do passado                  | 20 de outubro de 2016         | 10 de fevereiro de 2019 (Discovery Kids Brasil) |
| 20     | Future Cities                 | Cidades do Futuro                   | 21 de outubro de 2016         | 17 de fevereiro de 2019 (Discovery Kids Brasil) |
| 21     | Sports                        | Esportes                            | 24 de outubro de 2016         | 24 de fevereiro de 2019 (Discovery Kids Brasil) |
| 22     | When Am I a Team Player?      | Quando eu sou um jogador de equipe? | 25 de outubro de 2016         | 3 de março de 2019 (Discovery Kids Brasil)      |
| 23     | Animal Teams                  | Equipe de Animais                   | 26 de outubro de 2016         | 10 de março de 2019 (Discovery Kids Brasil)     |
| 24     | Teams                         | Equipes                             | 27 de outubro de 2016         | 17 de março de 2019 (Discovery Kids Brasil)     |
| 25     | Cooperation and Communication | Cooperação e comunicação            | 28 de outubro de 2016         | 24 de março de 2019 (Discovery Kids Brasil)     |

## Projetos paralelos

### Five Food Groups
O primeiro clipe divulgado da nova versão do Hi-5 foi "Five Food Groups" (em português: Cinco Grupos Alimentares), porém ele não fez parte da 14ª temporada, porque era um jingle de uma linha de alimentos saudáveis para crianças, que é comercializada na Austrália.

### Hi-5: Some Kind of Wonderful
Antes mesmo da estreia do Hi-5 House, a Hoyts, que é uma casa de espetáculos australiana, produziu um filme chamado Hi-5: Some Kind of Wonderful (em português: Hi-5: Tudo Ficou Maravilhoso), que foi o primeiro filme da história do Hi-5. Esteve em cartaz em fevereiro e março de 2013 na Austrália e na Nova Zelândia, porém, ainda não possui previsão de estreia no Brasil, na América Latina e em países lusófonos. O nome deste filme é homônimo a um tema exibido na última temporada da versão australiana do Hi-5, já exibido no Brasil.[carece de fontes?]

### Segunda temporada do Hi-5 Vietnã
A segunda temporada da versão vietnamita do Hi-5, que foi produzida pela Tri Viet Media, estreou em março de 2014 no Vietnã pelo canal HTV3. Esta adaptação é o primeiro Hi-5 a não ser gravado em inglês, mas sim, em vietnamita. Seu elenco é composto por Trấn Thanh, Khởi My, Tường Vy, Hòa Hiệp e Kim Nhã.[carece de fontes?]
Esta versão é chamada de Chào Bé Yêu, cuja primeira temporada foi exibida em 2012.[carece de fontes?]

### Outras versões do Hi-5
O Hi-5 Fiesta (em português: Festa Hi-5) foi a versão latino-americana da série, gravada em espanhol e produzida pela Telefe numa coprodução entre a Argentina e o México, no qual foi exibido desde 21 de dezembro de 2014. Produziu uma temporada em 2014, com 25 episódios, num formato similar ao do Hi-5 House.
| Membro                      | Apelido      | Quadro                       | Naturalidade |
| --------------------------- | ------------ | ---------------------------- | ------------ |
| Stefania Roitman            | Stefi        | Jogo de Palavras             | Argentina    |
| Carolina Ayala              | Carol        | Mexa-se e Brincadeiras       | México       |
| Adán Allende Rodrigo Llamas | Donnie Rodri | Fazendo Música               | México       |
| Milena Martines             | Mile         | Quebra-Cabeças (com Jup Jup) | Brasil       |
| Javier Ramires              | Javi         | Formas Espaciais             | Colômbia     |

O Hi-5 (Filipinas) (em português: Hi-5 Filipinas) foi a versão filipina da série, gravada em tagalo pela TV5 nas Filipinas, no qual é exibido desde 5 de junho de 2015 e teve uma segunda temporada desde dezembro de 2015.

### World Chatse versão animada do Hi-5
Após a compra dos direitos da marca Hi-5 pela Asiasons Company em 2012, a mesma cogitou outros proje(c)tos, que posteriormente viriam a ser cancelados, como a série World Chats (em português: O Mundo de Tata) e a versão animada do Hi-5, que seria baseada nas vinhetas da série nas três últimas temporadas da versão australiana do Hi-5.[carece de fontes?]

### Hi-5 Hot Hits
Este é o primeiro álbum do Hi-5 House. Foi lançado em outubro de 2014 e contém as músicas de ambas as temporadas produzidas até então. O álbum foi lançado três anos depois do último álbum da versão que antecedia o Hi-5 House.[carece de fontes?]

### Figurinos na 2ª e 3ª temporada da série
Devido as comemorações dos 15 anos da série, na segunda temporada desta versão do Hi-5 (equivalente à 15ª temporada da versão australiana, por ser um spin-off desta), e também pela temporada seguinte, o elenco reutiliza alguns figurinos do elenco anterior, embora sejam usados para outras canções.
- It's Our Planet (O Planeta Que Amamos):  Foram reutilizados nesta música os figurinos provenientes de duas músicas da 11ª temporada, Stevie e Ainsley usaram o figurino de "Pare, Olhe e Ouça" e as garotas Mary, Dayen e Tanika usaram "As Quatro Estações".
- Give Five (Hi-5 Pra Vocês):  foi reutilizado o figurino da música "Eu Adoro Me Aventurar" (Backyard Adventurers), proveniente da 12ª temporada da versão australiana.
- It's a Party (Vai Ter Festa):  foi reutilizado o figurino da música "Quando o Som Tocar" (Turn The Music Up), proveniente da 12ª temporada da versão australiana.
- Playtime (É Hora de Brincar):  foi reutilizado o figurino da música "Caixa de Brinquedos" (Toy Box), proveniente da 12ª temporada da versão australiana.
- The Best Things in Life are Free (A Vida é Legal Assim):  foi reutilizado o figurino do remake de "L.O.V.E." (L.O.V.E.), proveniente da 13ª temporada da versão australiana.